# Video (Pakito)
Video è il primo album del DJ e cantante francese Pakito, uscito nell'ottobre 2006 su etichetta 541 Belgium.

## Tracce
1. Start Me – 1:15
2. Living on Video – 5:34
3. You Wanna Rock – 4:16
4. Moving On Stereo – 6:00
5. Funky Groove – 5:45
6. A Night To Remember – 5:53
7. Are U ready? – 3:58
8. Blue Moon City – 5:36
9. I It Again – 6:23
10. Make Love – 6:04
11. Online Alert – 5:32
12. My favorite Club – 5:18
13. Living On Video (Noot's vocal mix) – 6:31